# Station Vigeois
Station Vigeois is een spoorweghalte in de Franse gemeente Vigeois.